# Залишково скінченна група
У теорії груп група {\displaystyle G} є скінченно апроксимовна або залишково скінченною, якщо для кожного елемента {\displaystyle g}, який не є одиницею в {\displaystyle G}, існує гомоморфізм {\displaystyle h} з {\displaystyle G} у скінченну групу такий, що
{\displaystyle h(g)\neq 1.}
Існує ряд еквівалентних означень:
- Група є скінченно апроксимовною, якщо для кожного неодиничного елемента групи існує нормальна підгрупа скінченного індексу, що не містить цей елемент.
- Група скінченно апроксимовною тоді і лише тоді, коли перетин усіх її підгруп скінченного індексу є тривіальним.
- Група скінченно апроксимовною тоді і лише тоді, коли перетин усіх її нормальних підгруп скінченного індексу є тривіальним.
- Група є скінченно апроксимовною тоді і лише тоді, коли вона може бути вкладена всередину прямого добутку сім'ї скінченних груп.

## Приклади
Прикладами скінченно апроксимовних груп є скінченні групи, вільні групи, скінченно породжені нільпотентні групи, поліциклічні скінченні групи, скінченно породжені лінійні групи та фундаментальні групи компактних 3-вимірних многовидів.
Підгрупи скінченно апроксимовних груп є скінченно апроксимовними, і прямі добутки скінченно апроксимовних груп також є скінченно апроксимовними.
Будь-яка проєктивна границя скінченно апроксимовних груп є скінченно апроксимовною. Зокрема, усі проскінченні групи є скінченно апроксимовними.
Можна побудувати приклади груп, які не є скінченно апроксимовними, якщо використати факт, що всі скінченно породжені скінченно апроксимовні групи є групами Гопфа.
Наприклад, група Баумслага — Солітера {\displaystyle {\rm {BS}}(2,3)} не є гопфівською, а отже, не скінченно апроксимовна.

## Проскінченна топологія
Будь-яку групу {\displaystyle G} можна перетворити на топологічну групу, якщо взяти за базис відкриті околи одиниці, набір усіх нормальних підгруп скінченного індексу в групі {\displaystyle G.}
Отримана топологія називається проскінченною топологією на групі {\displaystyle G}.
Група скінченно апроксимовна тоді й лише тоді, коли її проскінченна топологія ― гаусдорфова.
Група, циклічні підгрупи якої замкнуті в проскінченній топології, позначається як {\displaystyle \Pi _{C}}.
Групи, в яких будь-яка скінченно породжена підгрупа є замкнутою в проскінченній топології, називаються підгруп сепарабельними (також {\displaystyle LERF} ― локально розширеними скінченно апроксимовними).
Група, в якій будь-який клас спряженості є замкненим у проскінченній топології, називається сепарабельно спряженою.

## Многовиди скінченно апросимовних груп
На питання «Які властивості многовиду всіх скінченно апроксимовних груп?» є дві відповіді:
- Будь-який многовид, що містить лише скінченно апроксимовні групи, породжується {\displaystyle A}-групою[en].
- Якщо многовид включає лише скінченно апроксимовні групи, то цей многовид містить скінченну групу таку, що всі її члени вкладено в прямий добуток цієї скінченної групи.

## Властивості
- Теорема Мальцева.[1] Будь-яка скінченно породжена підгрупа загальної лінійної групи є скінченно апроксимовною.
- Підгрупа скінченно апроксимовної групи є скінченно апроксимовною.
- Прямий добуток скінченно апроксимовних груп є скінченно апроксимовним.
- Обернена границя скінченно апроксимовних груп є скінченно апроксимовною.
- Зокрема, проскінченні групи є скінченно апроксимовними.
- Будь-яка скінченно породжена скінченно апроксимовна група є гопфовою, тобто не має власних факторгруп, ізоморфних їй самій.